# Baritonesi
La baritonesi è un fenomeno della fonetica di alcune lingue per cui l'accento tonico non cade mai sull'ultima sillaba (a meno che la parola non sia monosillabica), cioè non esistono parole tronche.
La baritonesi è applicata, fra gli altri, al latino classico e al dialetto lesbio (sottogruppo del dialetto eolico).
Per baritonesi si può intendere anche la figura retorica data dall'allontanamento per quanto possibile, dell'accento dall'ultima sillaba.
L'italiano, benché derivato dal latino, non applica un'ulteriore baritonesi (basti pensare a parole come città, tribù, libertà, oltre che a molte persone verbali come sarò, mangiò, diverrà... queste parole sono dette tronche, poiché derivano tipicamente dal troncamento di parole latine piane, come "civitàtem" o "divenire hàbet").